# Bergehalde Maria-Hauptschacht
Das Naturschutzgebiet Bergehalde Maria-Hauptschacht liegt auf dem Gebiet der Stadt Alsdorf in der Städteregion Aachen in Nordrhein-Westfalen.

## Lage
Das Gebiet erstreckt sich direkt anschließend südöstlich der Kernstadt Alsdorf. Westlich des Gebietes verläuft die B 57 und östlich die A 44. Südöstlich erstreckt sich das 10,6 ha große Naturschutzgebiet Bergehalde Jaspersberg.

## Bedeutung
Das etwa 31,5 ha große Gebiet wurde im Jahr 2003 unter der Schlüsselnummer ACK-101 unter Naturschutz gestellt.